# Varvara Stepanova
Varvara Fëdorovna Stepanova (in russo Варва́ра Фёдоровна Степа́нова?; Kaunas, 4 novembre 1894 – Mosca, 20 maggio 1958) è stata un'artista sovietica.
Assieme al marito Aleksandr Rodčenko fece parte del movimento costruttivista dell'avanguardia russa, che rifiutava i valori estetici a favore di quelli rivoluzionari.

## Biografia

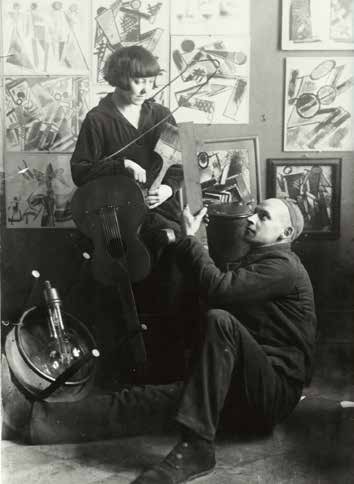
Stepanova e Rodčenko nel loro studio, anni '20.

Pur di origini contadine, riuscì a studiare alla Scuola d'Arte di Kazan', dove incontrò il suo futuro marito e collaboratore Aleksandr Rodčenko. Negli anni antecedenti la rivoluzione russa del 1917 la coppia visse a Mosca in un appartamento di proprietà di Vasilij Kandinskij e si avvicinò alla nuova arte astratta, arrivata in Russia intorno al 1915, culmine delle influenze del cubismo, del futurismo italiano e dell'arte contadina tradizionale. Stepanova progettò opere cubo-futuriste per diversi libri d'artista e studiò con Jean Metzinger all'Académie de La Palette, istituto che vide come docenti, tra gli altri, i pittori André Dunoyer de Segonzac e Henri Le Fauconnier.
Dopo la rivoluzione, Stepanova si occupò di poesia, filosofia, pittura, arte grafica, costruzione di scenografie e design di moda. Si esibì alla quinta e alla decima Mostra di Stato, entrambe nel 1919.
Nel 1920 si assistette alla nascita di due filosofie artistiche: quella seguita da pittori come Kasimir Malevič, fedeli quindi all'idea che l'arte fosse un'attività spirituale, e quella rivoluzionaria, che prediligeva lo sviluppo rivoluzionario della società. Nel 1921, insieme ad Aleksej Gan, Rodčenko e Stepanova formarono il primo gruppo di lavoro dei costruttivisti, che rifiutò le belle arti a favore della grafica, della fotografia, dei poster e della propaganda politica.

## Design di abbigliamento e tessuti
Nel 1921 Stepanova intraprese la carriera della produzione, in cui sentiva che i suoi progetti avrebbero potuto ottenere un impatto più ampio aiutando lo sviluppo della società sovietica. L'abbigliamento costruttivista russo rappresentava la destabilizzazione dell'estetica oppressiva ed elitaria del passato e, invece, rifletteva la funzionalità e la produzione utilitaristica. Le distinzioni di genere e di classe lasciarono posto ad abiti funzionali e geometrici. In linea con questo obiettivo, Stepanova cercò di liberare il corpo nei suoi modelli, enfatizzando le qualità funzionali più che decorative dell'abbigliamento. Stepanova credeva profondamente che l'abbigliamento dovesse essere visto in azione. A differenza degli abiti aristocratici che sentiva sacrificare la libertà fisica per l'estetica, Stepanova si dedicò al design di abiti per particolari campi e contesti professionali in modo tale che la costruzione dell'oggetto ne manifestasse la funzione. Inoltre cercò di sviluppare mezzi utili per la produzione di abbigliamento attraverso disegni semplici e un uso strategico ed economico dei tessuti.

### Capi di abbigliamento
Stepanova distinse l'abbigliamento in due gruppi: prodezodežda ("abbigliamento da lavoro") e sportodežda ("abbigliamento sportivo"). Si occupò della produzione e progettazione di indumenti in maniera logica ed efficiente. Tuttavia, la povertà indotta dalla guerra impose restrizioni economiche al fervore industriale dei costruttivisti russi e il loro impegno diretto con la produzione non fu mai pienamente realizzato. Pertanto, la maggior parte dei suoi progetti non vide mai una grande produzione e diffusione.
L'abbigliamento prodezodežda comprendeva costumi teatrali e indumenti professionali e industriali. Realizzati in materiale blu scuro e grigio, i costumi grafici permisero agli attori di massimizzare l'aspetto dei loro movimenti, esagerandoli per il palcoscenico e trasformando il corpo in una composizione dinamica di forme e linee geometriche.
All'interno di questa categoria, Stepanova introdusse lo specodežda, che comprendeva l'abbigliamento specializzato per una specifica occupazione. In tal modo disegnò capi per uomini e donne, sia in ambito industriale che professionale, con un'attenta considerazione di cuciture, tasche e bottoni per garantire che ogni aspetto del costume mantenesse un'intenzione funzionale. Indipendentemente dal contesto lavorativo, i suoi abiti da lavoro avevano un caratteristico bordo geometrico e lineare, rendendo il corpo una composizione grafica e una forma squadrata e androgina.
Anche l'abbigliamento sportodežda presentava linee audaci, forme ampie e colori contrastanti per enfatizzare i movimenti del corpo e consentire agli spettatori di distinguere facilmente una squadra dall'altra. Le uniformi erano spesso unisex con pantaloni e una tunica con cintura che nascondevano le forme.

### Produzione tessile
Insieme a Ljubov' Popova, Stepanova lavorò come designer di tessuti alla Cindel' (la prima fabbrica tessile statale) vicino a Mosca, e nel 1924 divenne docente di design tessile al Vchutemas. In quanto costruttivista, Stepanova non solo traspose grafiche audaci sui suoi tessuti, ma si concentrò molto sulla loro produzione. Sebbene fosse ispirata a sviluppare nuovi tipi di tessuto, la tecnologia dell'epoca la limitò a motivi stampati su superfici monotone. Per sua scelta artistica limitò la sua tavolozza di colori a uno o due coloranti. Sebbene usasse solo triangoli, cerchi, quadrati e linee, Stepanova sovrapponeva queste forme geometriche l'una sull'altra per creare un design dinamico e multidimensionale.

## Disegno grafico
Interessata alla tipografia e al design di libri, Stepanova contribuì alla rivista LEF per tutti i primi anni '20. Come parte di una campagna governativa per promuovere l'alfabetizzazione universale, Stepanova organizzò una "Serata del libro" nel 1924, un evento a cui parteciparono personaggi della letteratura pre e post-rivoluzionaria in competizione tra loro.